# Anomalna kognicja

Litera psi jest w parapsychologii oznaczeniem wszystkich zjawisk paranormalnych

Anomalna kognicja w parapsychologii to synonim zjawisk paranormalnych: jasnowidzenie, telepatia i prekognicja.